# 本城学研台
本城学研台（ほんじょうがっけんだい）は福岡県北九州市八幡西区の地名。本城学研台一丁目から三丁目の町がある。住居表示実施済み。郵便番号は807-0807。

## 地理
八幡西区の最北端に位置し、東から南に大字本城、南西に光貞台と接し、西から北に若松区と接する。

### 河川
- 一級河川 江川

### 湖沼
- 光貞池

## 地域の特徴
北九州学術研究都市整備構想として造成された文教地区で概ね住宅地。北縁に沿って江川が流れ、北端から西縁に沿って南下する県道278号払川折尾線が途中で直角に曲がり、北部の三丁目を横断して東に抜ける。町域の西端から北端に市道の折尾頓田線が走り、道路沿いには大型の商業施設が並ぶ。

一丁目の南部は一段高い台地となっており、東側にコストコが、西側に光貞池がある。

## 歴史
2006年に完了した都市再生機構施行による南部の土地区画整理事業と、2018年に完了した北九州市施行の北部の土地区画整理事業で造成された住宅地である。

### 沿革
- 2006年（平成8年）6月22日 - 本城学研台一丁目 -二丁目新設[5][注 1]。
- 2009年（平成21年）6月1日 - 大字本城の一部を本城学研台二丁目に編入[6]。
- 2018年（平成30年）6月23日 - 本城学研台三丁目新設[5][注 2]。

### 町名の変遷
| 実施内容          | 実施年月日                | 実施後           | 実施前   |
| ----------------- | ------------------------- | ---------------- | -------- |
| 町名新設 住居表示 | 2006年（平成8年）6月22日  | 本城学研台一丁目 | 大字本城 |
| 町名新設 住居表示 | 2006年（平成8年）6月22日  | 本城学研台二丁目 | 大字本城 |
| 町名新設 住居表示 | 2018年（平成30年）6月23日 | 本城学研台三丁目 | 大字本城 |

## 世帯数と人口
2025年（令和7年）3月31日現在（北九州市発表）の世帯数と人口は以下の通りである。
| 町               | 世帯数  | 人口    |
| ---------------- | ------- | ------- |
| 本城学研台一丁目 | 311世帯 | 810人   |
| 本城学研台二丁目 | 392世帯 | 1,025人 |
| 本城学研台三丁目 | 232世帯 | 629人   |
| 計               | 935世帯 | 2,464人 |

### 人口の変遷
国勢調査による人口の推移。
| 1995年（平成7年）  | - 人    | [ 7 ]  |  |
| 2000年（平成12年） | - 人    | [ 8 ]  |  |
| 2005年（平成17年） | - 人    | [ 9 ]  |  |
| 2010年（平成22年） | 1,239人 | [ 10 ] |  |
| 2015年（平成27年） | 2,104人 | [ 11 ] |  |
| 2020年（令和2年）  | 2,450人 | [ 12 ] |  |

### 世帯数の変遷
国勢調査による世帯数の推移。
| 1995年（平成7年）  | - 世帯  | [ 7 ]  |  |
| 2000年（平成12年） | - 世帯  | [ 8 ]  |  |
| 2005年（平成17年） | - 世帯  | [ 9 ]  |  |
| 2010年（平成22年） | 522世帯 | [ 10 ] |  |
| 2015年（平成27年） | 790世帯 | [ 11 ] |  |
| 2020年（令和2年）  | 917世帯 | [ 12 ] |  |

## 学区
市立小・中学校に通う場合、学区は以下の通りとなる。
| 町               | 街区 | 小学校                   | 中学校               |
| ---------------- | ---- | ------------------------ | -------------------- |
| 本城学研台一丁目 | 全域 | 北九州市立ひびきの小学校 | 北九州市立洞北中学校 |
| 本城学研台二丁目 | 全域 | 北九州市立ひびきの小学校 | 北九州市立洞北中学校 |
| 本城学研台三丁目 | 全域 | 北九州市立ひびきの小学校 | 北九州市立洞北中学校 |

## 交通

### バス
域内のバス停と系統は以下のとおりである。
| 運行事業者 | 運行事業者       | 北九州市交通局 | 北九州市交通局 | 北九州市交通局 | 北九州市交通局      |
| 系統       | 系統             | 57             | 64             | 臨時 折尾駅    | 臨時 グリーンパーク |
| 停留所     | 塩屋三丁目       | ○              | ○              | ○              |                     |
| 停留所     | 新払川大橋       | ○              | ○              | ○              | ○                   |
| 停留所     | 本城学研台一丁目 | ○              |                |                |                     |
| 停留所     | 本城学研台三丁目 | ○              | ○              | ○              | ○                   |

### 道路
- 県道278号払川折尾線

## 施設

### 商業施設
- コストコホールセール 北九州倉庫店
- ファッションセンターしまむら ひびきの店

### 公園
- 本城学研台一丁目公園